# Alchimie en Islam

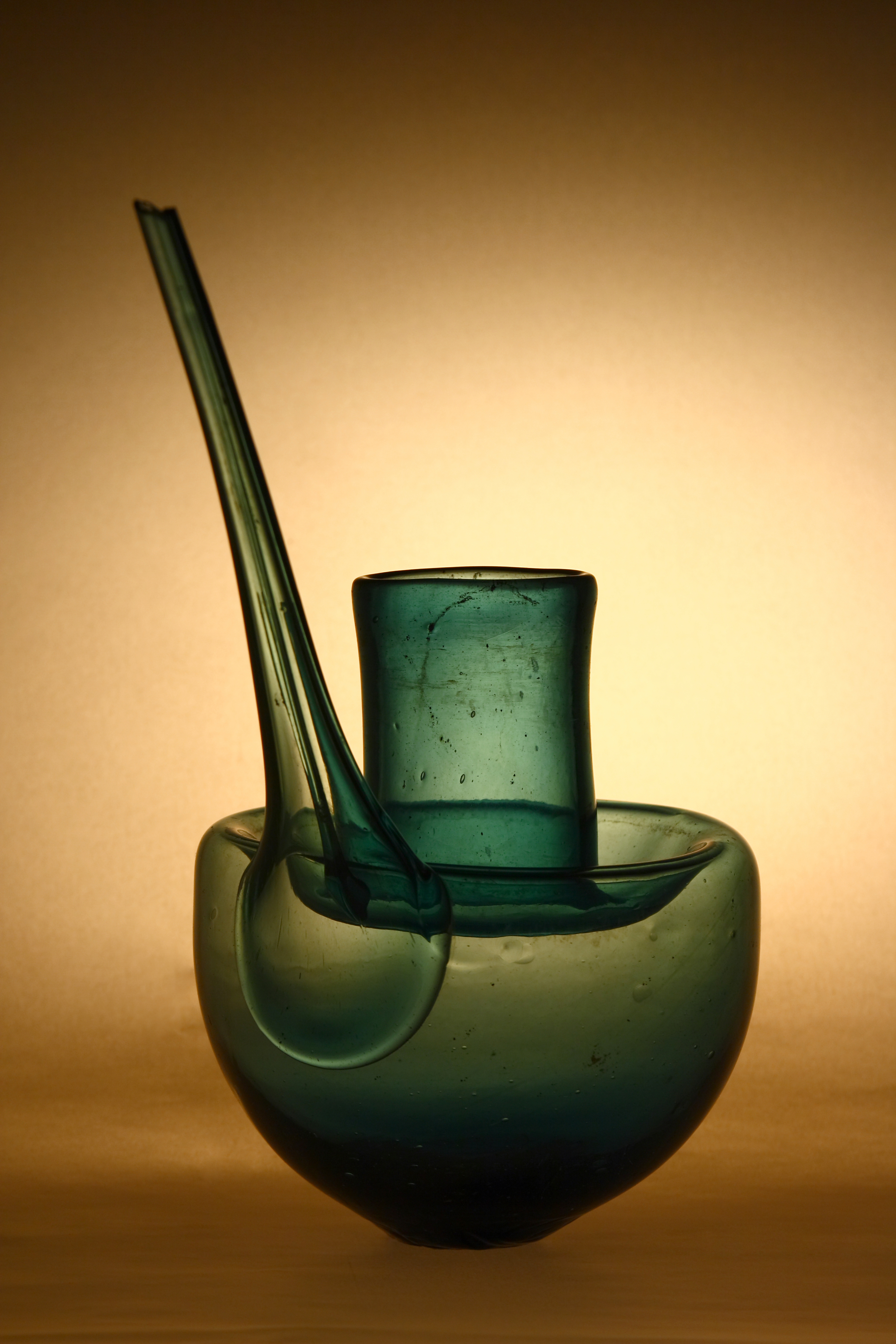
Un alambic du XIIIe siècle originaire de Tabriz, en Iran.

L’alchimie en Islam désigne l'alchimie dans la civilisation islamique, laquelle civilisation commence au VIe siècle. C'est un ensemble de recettes et d'opérations visant à manipuler et à transformer la matière, pour obtenir des métaux et des remèdes; elle comporte une partie théorique, c'est-à-dire une conception du monde et de la nature, héritée de l'Antiquité hellénique, romaine et alexandrine. Enfin, comme le mentionne Henri Corbin, l'alchimie islamique est aussi un ensemble de réflexions à visée spirituelle, dans un cadre musulman.
C'est une discipline pratiquée dans le monde arabe médiéval, ainsi qu'en Inde et chez les Persans (Iran et Irak actuel). Certains écrits alchimiques en langue arabe seront traduits en grec et en latin dans l'Occident chrétien médiéval, et ils influenceront dans une large part les alchimistes de cette partie du monde. De nombreux mots utilisés anciennement ou actuellement en chimie proviennent de la langue arabe (égyptienne, syriaque etc.) : « alcool » (al-kohol), « alambic » (al-inbīq), « élixir » (āl-ʾiksyr), et le mot « chimie » lui-même (al-kīmiyāﺀ).

## Origines
D'après Fabrizio Speziale :
« Les alchimistes musulmans héritent de l'Antiquité hellénique de trois éléments distincts : des recueils d'opérations et de recettes en métallurgie et en pharmacopée ; une vision ésotérique de l'alchimie et des phénomènes naturels ; les concepts de la physique aristotélicienne et de la médecine galénique. »

### Origines artisanales
Il s'agit de pratiques concrètes, remontant à la protohistoire, opérant par le feu, comme la céramique et la métallurgie. À partir de là, la civilisation islamique, dont la religion dominante est l'islam, développe de nombreuses techniques qui n'ont pas, ou peu, laissé de relations écrites comme les colorants et pigments pour la céramique et la peinture, les produits utilisés pour le textile (fixateurs, solvants, dégraissants), les produits d'hygiène et de beauté (fards, cosmétiques, parfums, savon...), le travail du verre et des pierres précieuses, boissons alcooliques, médicaments et poisons, pétrole et engins militaires incendiaires.
Ces techniques ont été transmises oralement, selon une culture du secret (« recettes d'ateliers »). Toutefois, selon Ahmed Djebbar, il en existerait des traces dans le fond historique arabe (non traduit en latin ou en hébreu) peu étudié par défaut d'historiens spécialisés compétents. En effet la connaissance actuelle de la chimie médiévale en Islam repose surtout sur des traductions latines médiévales s'intéressant plus aux doctrines qu'aux techniques (défaut de terminologie appropriée).

### Sources alexandrines
L'alchimie en Islam, c'est-à-dire l'interprétation philosophique des techniques précédentes – à partir du VIe siècle –, a pour origine principale un héritage alexandrin, c'est-à-dire grec, hébraïque et égyptien (pharaonique, hellénistique, hébraïque et romain). Les Arabes et les Persans ont traduit les anciens traités, depuis le grec ou le syriaque.
Parmi une dizaine d'auteurs «strictement» grecs, outre les figures connues (Pythagore, Aristote, Platon, Socrate, Démocrite), on trouve aussi, avec autant d'importance bien avant le VIe siècle, des auteurs comme : Archélaos de Milet, Apollonios de Tyane. Au total, les auteurs arabes citent une quarantaine d'auteurs ayant vécu avant l'avènement de l'Islam, notamment égyptiens, juifs et mésopotamiens. Les plus cités étant l'alchimiste Zosime de Panapolis, Ostanès et  Hermès Trismégiste . Ils connaissaient, selon Didier Kahn, la Table d'émeraude.
Plusieurs manuscrits arabes mentionnent des auteurs non grecs, comme le brahmane Biyün, des byzantins comme le moine Marianos ou Morienus (de).
Enfin deux femmes alchimistes sont mentionnées : une Cléopatre, que des historiens assimilent à Cléopatre VII, et Marie la Juive.

### Liens éventuels avec l'Asie
Le soufisme indien lui apporte ses auteurs et ses traités, dont le premier serait le Makhzan al-hikmat (1299) d'Isma'il Kufi, selon Fabrizio Speziale.
L'alchimie islamique a peut-être eu un lien avec l'ancienne alchimie taoïste chinoise. Il existait des liens commerciaux avec l'extrême-orient, mais il n'existe aucune preuve, c'est-à-dire qu'on ne connait aucune traduction arabe d'un texte chinois de chimie.
Mircea Eliade soutient que l'alchimie islamique a pu influencer la « préchimie » en Inde, c'est-à-dire l'alchimie au sens scientifique et pragmatique du terme : expérimentations médicales et métallurgiques. En revanche, il nie que l'alchimie islamique soit à l'origine de l'alchimie spirituelle et mystique en Inde. En effet, Eliade distingue deux alchimies « parallèles » qui n'ont que peu à voir l'une avec l'autre : une alchimie comme technique expérimentale (issue de la métallurgie), et une alchimie comme technique spirituelle (issue de pratiques de santé)  inspirée des pratiques tantriques. La première serait gréco-alexandrine puis islamique et européenne, et se trouverait aussi en Inde. La seconde serait originellement présente en Inde et en Chine, et de ce fait beaucoup plus ancienne que l'alchimie « préchimique » gréco-islamique. C'est cette seconde alchimie qui se trouverait mentionnée, selon Eliade, dans de très anciens textes tantriques prémusulmans.
D'autres reprennent cette même idée, en estimant que l'alchimie en Islam n'est pas simplement une conservation d'un savoir ancien, mais bien une combinaison originale d'une alchimie grecque (transmutation des métaux) et d'une alchimie d'origine indienne ou chinoise (pratiques ou élixirs de longue vie). Ce processus aurait été le plus actif du IXe siècle au XIe siècle.

## Principaux représentants
Le premier alchimiste arabe est le prince umayyade Khalid ibn Yazid (en) (vers 668-704) qui aurait appris l'alchimie à Alexandrie du byzantin Marianos. Khalid fait traduire plusieurs ouvrages d'alchimie en grec et en copte, et il est lui-même auteur de plusieurs ouvrages dont le plus connu est un poème alchimique Le Paradis de la sagesse.
Les principaux auteurs ayant pratiqué l'alchimie sont Jabir Ibn Hayyan (721-815), Rhazès (865-925), et Ibn Umail (Xe siècle ou XIe siècle).

### Jabir Ibn Hayyan

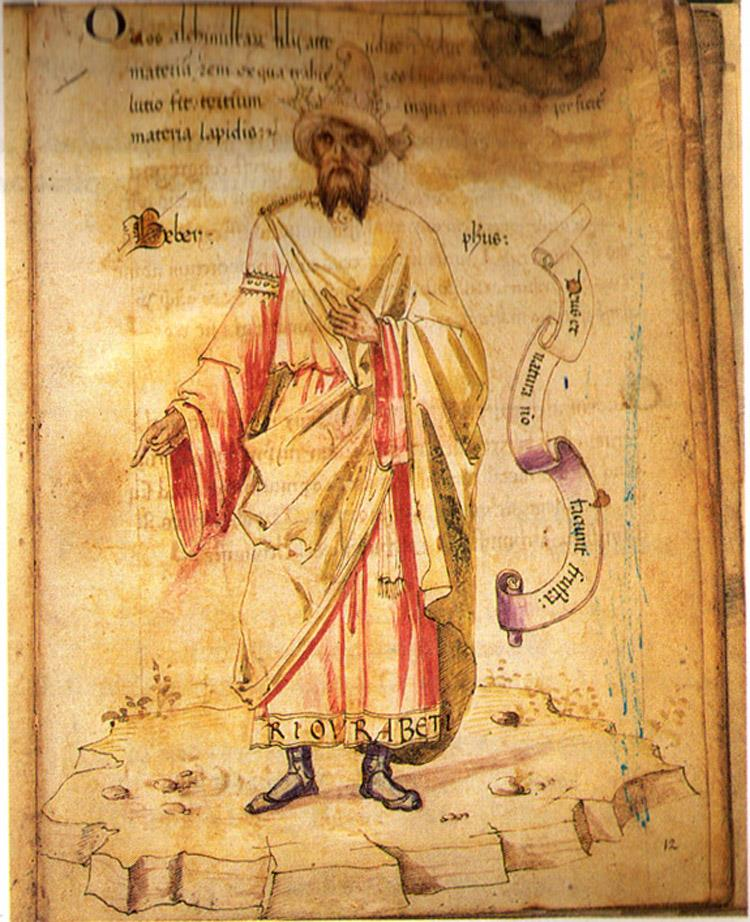
Jabir ibn Hayyan, le plus célèbre alchimiste arabe (Codici Ashburnhamiani 1166, portait du XVe siècle).

Jabir Ibn Hayyan ou Geber pour les latins, est un des alchimistes arabes les plus connus. Son œuvre constitue un immense corpus où il est difficile de déterminer ce qui lui revient. Un certain nombre de traités qui lui sont attribués ont en fait été rédigés par des ismaéliens postérieurs. Ces derniers cherchaient à fabriquer des élixirs de longévité voire d'immortalité.
On lui attribue aussi à tort Summa perfectionis magisterii du Pseudo-Geber, en réalité l'auteur latin Paul de Tarente.
Pierre Laszlo affirme que pour Geber, le « monde naturel » est composé de « quatre natures » : le sec, l'humide, le chaud et le froid, ce qui ne recoupe pas les quatre éléments anciens. Il ajoute que Geber ne se contente pas de spéculations métaphysiques, mais qu'il pratique l'observation et l'expérimentation, comme les chimistes modernes. Il émet l'hypothèse que Geber ait découvert des composés comme le blanc de plomb, le carbonate basique et l'acide nitrique. Geber ne prend pas seulement des minéraux pour ingrédients, mais aussi des substances élaborées par des organismes, comme les oignons ou les olives, ou encore le sang et les os de lions ou de gazelles.
Sa théorie s'appuie sur celle des quatre éléments d'Aristote, qu'il développe en quatre qualités. Sous l'influence des planètes, les métaux se forment au sein de la terre par l'union du soufre et du mercure. Il élabore une théorie de la Balance basée non pas sur la masse et le poids, mais sur un équilibre de « natures » représenté par un carré magique.

### Rhazès
Médecin encyclopédique, il s'intéresse à une chimie pratique, en décrivant ses instruments de laboratoire et les opérations chimiques pour l'obtention de drogues et de médicaments. Son traité alchimique le plus important, traduit en latin sous le titre  Secretum secretorum est d'attribution contestée (Pseudo-Rhazès), mais il restera longtemps l'ouvrage de base des médecins occidentaux médiévaux.
Des historiens ont noté que Rhazès, tout en croyant à la transmutation, cherche à se rapprocher des conditions concrètes de l'expérience, en s'éloignant de la mystique des nombres et du symbolisme.

### Ibn Umail
Il est l'auteur de plusieurs traités alchimiques, dont le plus connu, car transmis en Occident latin, est  Kitâb al-mâ' al-waraqî wa al-ardh al-najmîya (Le livre de l'eau argentée et de la terre étoilée) traduit en latin sous le titre Tabula Chemica. Il s'agit d'un commentaire de son propre poème didactique d'alchimie, intitulé Risâla al-shams ilâ al-hilâl (L'Épitre du soleil et du croissant), et traduit en latin sous le titre Epistula solis et Lunam crescentum.
Son œuvre contient des allégories compliquées, symbolisant l'obtention de la pierre philosophale. Pour les historiens de l'alchimie, son principal intérêt est de contenir de nombreuses citations et fragments d'auteurs anciens, en particulier des fragments de la Turba philosophorum.

### Autres
L'important traité alchimique Rutbat al Hakim a été faussement attribué au savant andalou Al-Mayriti (950-1007), l'ouvrage étant postérieur à sa mort. L'intérêt de l'ouvrage est de préciser la formation de l'alchimiste qui doit être versé en mathématiques et astronomie avec Euclide et Ptolémée, en sciences naturelles avec Aristote et Appolonios de Tyane. Puis il doit s'exercer pour acquérir une habileté manuelle, développer ses observations et ses réflexions à la manière d'un médecin. Traduit en espagnol au XIIIe siècle et plus tard en latin, l'ouvrage contient des indications claires et précises sur la purification de l'or et de l'argent, et la préparation de l'oxyde de mercure.
Les autres alchimistes célèbres sont Al-Tughrai (en)(1061-1121) de tradition hermétique, Ibn Arfa Ra's (en) (XIIe siècle) de tradition allégorique et mystique, Al-Simawi (en) (XIIIe siècle) et Al-Jaldaki (en) (mort en 1341). Ce dernier est le plus important de la pensée alchimique arabe tardive, car il a su reproduire et commenter un nombre considérable de textes antérieurs.
Parmi les auteurs qui défendent la légitimité de l'alchimie, on trouve Al Farabi (872-951) avec son Traité sur la nécessité de la science de l'alchimie

## Concepts fondamentaux
Selon la philosophie naturelle des alchimistes, différents domaines (séparés du point de vue moderne) peuvent être étudiés ensemble, car partageant les mêmes concepts. Les phénomènes et objets célestes et terrestres, les minéraux, plantes et animaux, l'homme enfin sont régis par les mêmes principes : l'alchimie n'est qu'un domaine particulier de ce qui s'applique aussi à l'astronomie ou à la médecine.
La théorie de base est celle de l'antiquité gréco-romaine : les quatre qualités élémentaires (chaud et froid, sec et humide) forment les quatre éléments constitutifs du monde (terre, eau, air et feu). Les savants et philosophes en Islam introduisent des degrés pour exprimer plus exactement les nuances et intensités des phénomènes. Ils parlent ainsi de chaleur ou d'humidité du premier au quatrième degré.
La pratique de l'alchimie, comme de la médecine, consiste à trouver des corps ou des procédés qui déplacent ou apportent tel ou tel degré ou qualité, pour reproduire les processus naturels de transformation du monde (génération corruption des choses et des êtres).
Par exemple, dans les textes attribués à Jabir ibn Hayyan, l'eau (faite de froid et d'humidité) après cent distillations se transforme en terre (solidification en sels, en froid et sec). Il faudra attendre les expériences de Lavoisier (1743-1794) pour réfuter cette interprétation des distillations répétées. Par analogie, mille fusions de l'or pourraient aboutir à l'élixir universel ou de longue vie.
De ce type de transformations, vient l'idée que l'on peut régénérer les métaux, comme on régénère la santé, les savants d'alors établissant une continuité entre l'inerte et le vivant (distinction moderne). Les alchimistes et médecins (souvent en la même personne) emploient couramment le même terme adawiya pour médicament et agent actif, le chaudron alchimique étant l'analogue du corps humain.
L'alchimie arabe distingue diverses forces de changement, comme : tafkhir (épaississement et durcissement, conglutinatio en latin), jumud (concrétion par sédimentation, congelatio), inhisar (compression), rasuwiyya (précipitation et stratification). Des substances sont dites visqueuses ou glutineuses, fusibles, solubles ou insolubles dans l'eau, ductiles, etc.
Chaque alchimiste introduit son propre système, en apportant des nouveautés ou variations aux traditions antérieures. Il existe ainsi, à côté des théories spéculatives qui ne changent guère (transmutation en or, élixirs...), des découvertes positives (processus chimiques, recherche appliquée...) qui se manifestent concrètement dans le domaine de la fabrication de l'acier (acier de Damas), le raffinement des métaux et leur décoration (damasquinage), la préparation des vernis et des teintures pour cuir et étoffes, l'obtention de parfums, de formes médicamenteuses (forme galénique), etc.
L'alchimie en Islam peut être vue comme aboutissant à une impasse, selon une histoire du progrès scientifique, mais aussi comme le début d'une chimie libérée de la magie et de l'arithmologie, notamment avec l'existence d'une critique des prétentions alchimiques dans le monde musulman.

## Critiques de l'alchimie

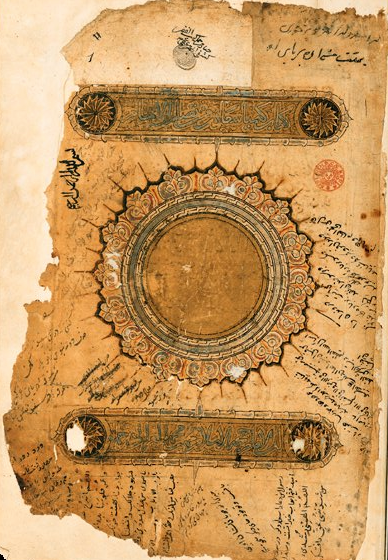
L'Alchimie du bonheur, de Al-Ghazâlî, manuscrit persan de 1308 (Bibliothèque Nationale de France).

Outre le savant philosophe Al Kindi (801-873) qui est l'auteur d'une Réfutation de ceux qui prétendent fabriquer de l'or et de l'argent à partir d'autres substances, deux grands auteurs se sont exprimés contre cette prétention alchimiste : le médecin philosophe Avicenne (980-1037) et l'historien Ibn Khaldoun (1332-1406).
Il semble que le philosophe et mystique Al-Ghazâlî (1058-1111) rejette aussi la pratique de l'alchimie au sens matériel. En revanche, il se sert du terme en un sens figuré et spirituel : l'« alchimie du bonheur » (ou de la félicité : kimyâ es-saâdah).

### Avicenne
Avicenne affirme que la transmutation chimique des métaux est impossible. Sa position s'exprime le plus clairement dans Le Livre des minéraux (Kitab al-ma'adin wa alathar) :
« Quant à ce que prétendent les alchimistes, il faut savoir qu'il n'est pas en leur pouvoir de transformer véritablement les espèces les unes en les autres [sciant artifices alchemiae species metallorum transmutari non posse] ; mais il est en leur pouvoir de faire de belles imitations, jusqu'à teindre le rouge en un blanc qui le rende tout à fait semblable à l'argent ou en un jaune qui le rende tout à fait semblable à l'or ».
Le philosophe persan pense qu'un mixte ne peut pas être désagrégé pour obtenir un autre mixte. Il s'appuie pour cela sur sa propre interprétation des concepts d'Aristote : pour ce dernier en effet, une espèce (par un exemple un type de métal) est fixe, éternelle et ne communique pas avec une autre espèce. En ce sens, si deux espèces ne peuvent se mêler pour en donner une troisième, la transmutation devient théoriquement impossible.
Dans Risalat al-iksir, Avicenne traite des principes généraux des opérations chimiques et de la teinture des métaux. D'abord considéré comme un faux, en se fondant uniquement sur le texte latin, il apparait authentique dans le texte arabe qui se présente comme un travail de vérification des allégations alchimiques, Avicenne expérimentant par lui-même.

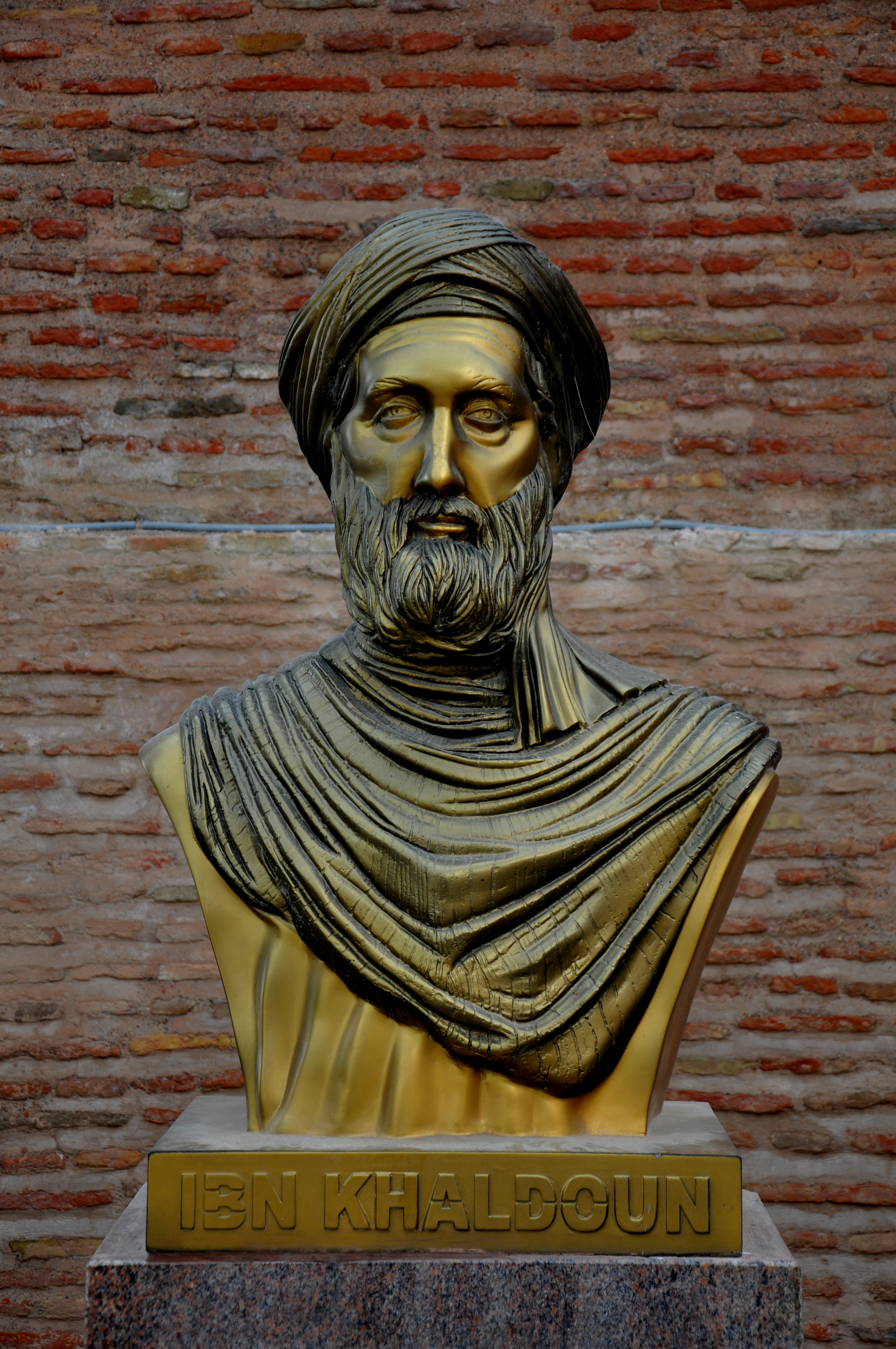
Buste d'Ibn Khaldoun, entrée de la Casbah de Béjaïa (Algérie).

Durant le Moyen Âge occidental, d'autres œuvres d'alchimie en latin ont été faussement attribuées à Avicenne, comme :
- Liber Aboali Abincine de Anima in arte Alchemia, texte le plus important en volume, et qui a eu le plus d'influence en Occident. Mais il s'agit d'un faux rédigé en Espagne au début du XIIe siècle, et dont on n'a jamais trouvé le texte arabe correspondant.
- Declaratio lapidis physici Avicennae filio suo Aboali, l'auteur est en fait un latin qui écrit dans la tradition de la Turba philosophorum .

### Ibn Khaldoun
Dans sa célèbre Muqaddima, Ibn Khaldoun consacre deux chapitres à l'alchimie. Il la définit comme l'étude de la génération de l'or et de l'argent, il mentionne les alchimistes et leurs textes. Il oppose une fin de non-recevoir, en montrant que beaucoup d'alchimistes ont cru s'enrichir, et n'ont fait que se ruiner. Les uns sont des fraudeurs plus ou moins habiles, les autres sont de bonne foi, mais prétendent réaliser magie et miracles. Il donne aussi un argument social : la sagesse divine ayant créé les métaux précieux et rares pour mesurer la richesse, la fabrication de l'or rendrait vaine toutes les transactions entre les hommes.
On ne trouve chez Avicenne, ou chez Ibn Khaldoun, aucune allusion à un aspect mystique de l'alchimie comme un moyen de purification de l'âme. Selon Georges C. Anawati : « Il faudra attendre les alchimistes occidentaux pour s'engager dans cette voie, et les spéculations philosophico-gnostiques d'Henry Corbin pour les déceler chez nos auteurs arabes »

## Influence en Occident
Les textes alchimiques arabes ont été traduits, lus et commentés par les alchimistes de l'Occident chrétien au Moyen Âge. Tous les historiens de l'alchimie admettent que l'alchimie latine médiévale est tout entière fondée sur l'alchimie arabe. Toutes les traductions n'ont pas été repérées, et leur modèle arabe original pas toujours identifié.
Le haut Moyen Âge latin n'a pas reconnu l'alchimie en tant que telle. Il existait une littérature dite des recettes d'atelier reprenant des formules de textes grecs concernant le travail des métaux et pierres précieuses, mais en dehors de tout contexte théorique.
Adam de Brême (mort en 1085) est souvent cité comme le premier occidental à mentionner dans ses chroniques une opération alchimique (transmutation frauduleuse en or) faite devant l'évêque de Hambourg par un juif byzantin nommé Paul. La première mention certaine est contenue dans l'œuvre du bénédictin Roger de Helmarshausen (début du XIIe siècle). Il décrit une production d'un or espagnol dans sa Brève description de divers arts Diversarum artium schedula, à partir de substances portant des noms de code alchimique.

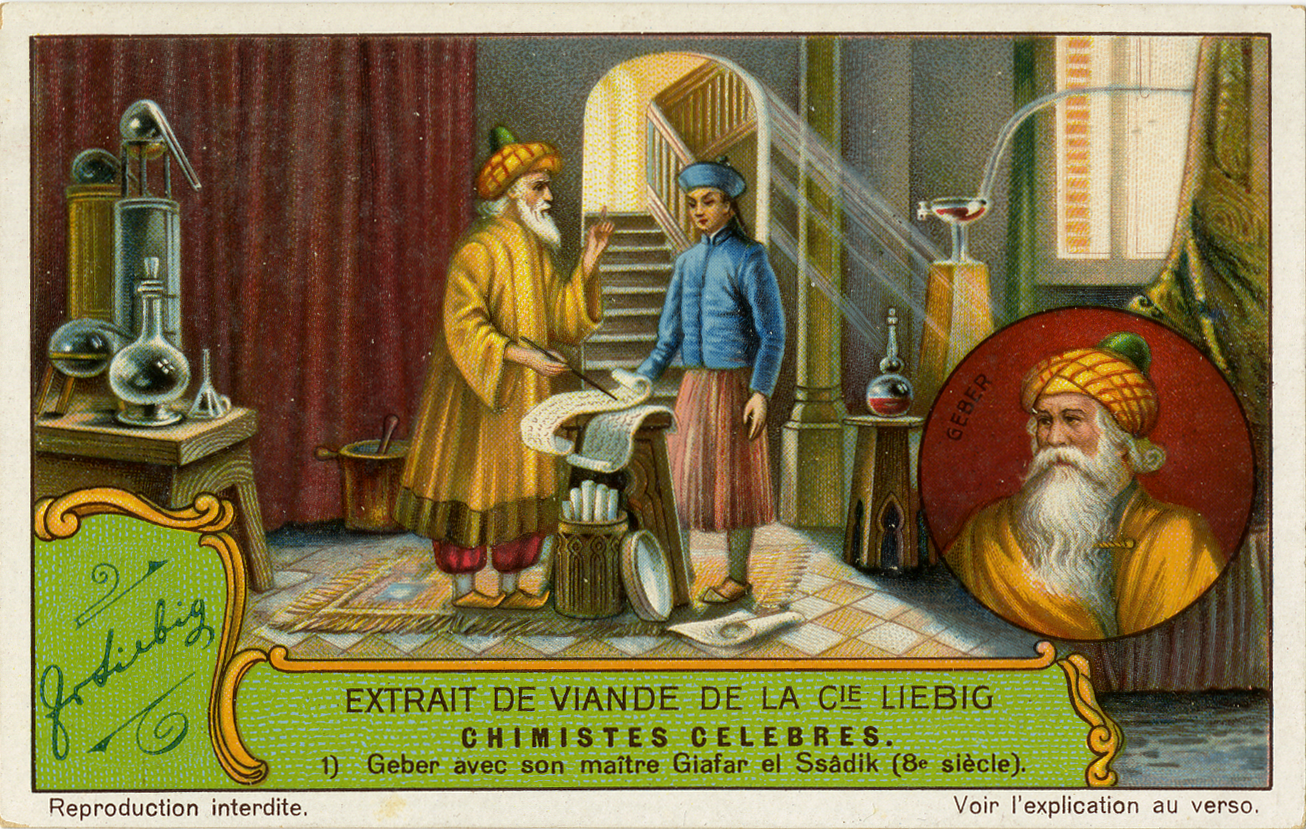
Carte de publicité (1929) de la compagnie Liebig, rendant hommage aux chimistes célèbres, ici Geber (Jabir ibn Hayyan).

Les traductions véritables de l'arabe en latin commencent avec Robert de Chester, avec son Morienus ou Liber Morieni en 1144, dont l'original arabe est perdu. L'un des principaux traducteurs est Gérard de Crémone qui aurait traduit trois grands ouvrages d'alchimie, de Jabbir ibn Hayyan et de Rhazès.
Dans les premières décennies du XIIIe siècle, la majorité des œuvres alchimiques arabes sont à la portée des érudits européens de l'époque : textes pratiques et théoriques, d'esprit inspiré d'Aristote, Platon ou Avicenne, doxographies, ou encore textes hautement ésotériques. Selon Robert Halleux :« Ils n'ont pas toujours compris ce qu'ils traduisaient, accroissant ainsi l'obscurité de la matière. Ainsi, de purs contresens de traducteur seront savamment glosés et allégorisés pendant plusieurs siècles ».
Toujours au début du XIIIe siècle, les latins produisent eux-mêmes des œuvres originales. Le premier en ce domaine est Michel Scot (mort vers 1235) avec son Ars alchimiae, où il cherche à réduire les contradictions que l'on peut trouver dans les textes alchimiques.
Le Moyen Âge occidental a toujours reconnu sa dette à l'égard des arabes, reconnus comme maîtres en alchimie ; d'où une prolifération de textes imitant le style arabe, avec des arabismes artificiels. Par exemple, un terme technique commençant par al n'est pas forcément d'origine arabe, même si l'article l'est ; de même, le terme arabe alkohol désignait à l'origine la poudre d'antimoine ou khôl, et c'est Paracelse qui lui donne le sens moderne d'alcool.
L'admiration pour les alchimistes arabes prend fin à la Renaissance, les Arabes étant alors réduits à un rôle de transmetteurs ou d'interprètes des Grecs.

### Sources
- Hermès Trismégiste, La Table d'émeraude, présentée par Didier Kahn, Paris, Les Belles Lettres, 2002, 166 p.

### Textes
- Avicenne, De congelatione et conglutinatione lapidum (De la congélation et de la conglutination de la pierre), texte arabe et traduction latine par E. J. Holmyard et D. C. Mandeville, Paris, Paul Geuthner, 1927. Il s'agit d'un extrait du Kitâb al-Shifâ (Livre de la guérison, 1020), trad. en latin par Alfred de Sareshel vers 1190.
- Responsiones Aros philosophi ad Nephes regem de philosophia malis et improbis occulta et sapientibus manifesta. Avec un fac-similé du manuscrit arabe Chester Beatty Ar. 4121. Texte édité et présenté par Sylvain Matton, Paris, 2017,
- Abû-Hâmid Al-Ghazâlî, L'alchimie du bonheur, trad. Muhammad Marcelot, Lyon, Alif, 2010, 146 p.
- Jâbir Ibn Hayyân (ou Geber), Dix Traités d'alchimie, Arles, Actes Sud, 1999, 318 p., trad. Pierre Lory.
- Pseudo-Avicenne, De anima in arte alchemia (XIIe siècle).
- Pseudo-Geber, Summa perfectionis magisterii (1260).
- Pseudo-Rhazès, Secretum secretorum (Xe siècle).
- Razi (trad. Rémi Brague), La Médecine spirituelle [« Kitâb al-Tibb al-Rûhânî »], Paris, Flammarion, coll. « GF », 2003, 206 p. (ISBN 2080711369).
- Ibn Umail, Tabula Chemica ; Lettre du Soleil à la Lune.
- Turba philosophorum (La Tourbe des philosophes), auteur inconnu, Xe siècle.

### Études
Anciennes
- Marcellin Berthelot, La Chimie au Moyen Âge. Tome III : l'alchimie arabe, 1893.
- Mircea Eliade, Le Mythe de l'alchimie, suivi de L'Alchimie asiatique, Paris, L'Herne/Le Livre de Poche, coll. « Biblio essais », 1978/1990, 119 p. (ISBN 2253060453).
- Serge Hutin, L'Alchimie, Paris, PUF, coll. « Que sais-je ? », 1951 (réimpr. 2011), 128 p. (ISBN 2130588336).

Récentes
- Ahmed Djebbar et al., L'Âge d'or des sciences arabes, Paris, Actes Sud, coll. « Beaux Livres », 2005, 320 p. (ISBN 2742756728).
- Claire Kappler, Suzanne Thiolier-Méjean et al., Alchimies : Occident – Orient, Paris, L'Harmattan, coll. « Kubaba », 2006, 351 p. (ISBN 2296012353).
- Pierre Laszlo, Qu'est-ce que l'alchimie ?, Paris, Hachette Littératures, coll. « Pluriel », 1996 (réimpr. 2003), 134 p. (ISBN 2012791271).
- Pierre Lory, Alchimie et mystique en terre d'Islam, Paris, Gallimard, coll. « Folio essais », 2003, 246 p. (ISBN 2070427196).
- Pierre Lory, « Eschatologie alchimique chez Jâbir ibn Hayyân », Revue des mondes musulmans et de la Méditerranée, vol. 91-94,‎ juillet 2000, p. 73-92 (lire en ligne, consulté le 25 juin 2016).
- Jean-Marc Mandosio, « La création verbale dans l'alchimie latine du Moyen Âge », Archivum Latinitatis Medii Aevi, vol. 63,‎ 2005 (lire en ligne [PDF], consulté le 13 juin 2017).
- (en) William R. Newman, The Summa Perfectionis of Pseudo-Geber. A Critical Edition, Translation and Study, Leyde, E. J. Brill, 1991 (Collection de travaux de l'Académie Internationale d'Histoire des Sciences, 35).
- Roshdi Rashed et al., Histoire des sciences arabes : Tome 3, Technologie, alchimie et sciences de la vie, Paris, Seuil, coll. « Science ouverte », 2003, 321 p. (ISBN 2020620286).« L'alchimie arabe » par Georges C. Anawati, p. 111-141, et « La réception de l'alchimie arabe en Occident » par Robert Halleux, p. 143-154.
- Fabrizio Speziale, Soufisme, religion et médecine en Islam indien, Paris, Karthala, coll. « Tropiques », 2010, 312 p. (ISBN 2811104127).
- Bertrand Thierry de Crussol des Epesse, La Psychiatrie médiévale persane, Paris, Springer Verlag France, coll. « Médecines d'Asie – Savoirs et Pratiques », 2010, 208 p. (ISBN 2287994777).
- Cristina Viano et al., L'Alchimie et ses racines philosophiques : La tradition grecque et la tradition arabe, Paris, Vrin, coll. « Histoire des doctrines de l'Antiquité Classique », 2005, 242 p. (ISBN 2711617548).
- Cristina Viano, « Aristote et l'alchimie grecque : La transmutation et le modèle aristotélicien entre théorie et pratique », Revue d'histoire des sciences, vol. 49, nos 2-3,‎ 1996, p. 189-213 (lire en ligne, consulté le 22 juin 2016).